# Lučicky potok
Lučicky potok är ett vattendrag i Tjeckien. Det ligger i den centrala delen av landet, 90 km sydost om huvudstaden Prag.